# Lijst van spelers van RC Lens
Deze lijst omvat voetballers die bij de Franse voetbalclub RC Lens spelen of gespeeld hebben. De spelers zijn alfabetisch gerangschikt.

## A
- Kanga Akale
- Emmanuel Akwuegbu
- Henryk Alszer
- Thierry Ambrose
- Benoît Assou-Ekotto
- Samuel Atrous
- Lucien Aubey
- Harry Aurednik
- Christopher Aurier
- Serge Aurier

## B
- Jean-Pierre Bade
- Jacek Bąk
- Dagui Bakari
- Patrick Barul
- Oliver Baudry
- Georges Beaucourt
- Henri Bedimo
- Radek Bejbl
- Nadir Belhadj
- Valentin Belon
- Patrick Berg
- Zakarya Bergdich
- Cédric Berthelin
- Stéphane Besle
- Guillaume Bieganski
- Milan Biševac
- Jérémy Blanc
- Jocelyn Blanchard
- Jules Bocandé
- Roger Boli
- Bouabid Bouden
- Abdoulrazak Boukari
- Roger Boury
- Fares Bousdira
- Boban Božović
- François Brisson
- Arnaud Brocard
- Philippe Brunel
- Mathieu Bucher
- Robert Budzynski

## C
- Pablo Calandria
- Titi Camara
- Zoumana Camara
- Samuel Camille
- Joe Cannon
- Jacques Canosi
- Roger Carré
- Éric Carrière
- Michel Catalano
- Sébastien Chabbert
- Frank Chaussidière
- Éric Chelle
- Guillaume Cherreau
- Bruno Cheyrou
- Bernard Chiarelli
- Jonathan Clauss
- Stéphane Collet
- Ferdinand Coly
- Charles-Edouard Coridon
- Adama Coulibaly
- Paul Courtin
- Daniel Cousin
- Eric Cubilier

## D
- Olivier Dacourt
- Sébastien Dallet
- Stéphane Dalmat
- Michaël Debève
- Frédéric Déhu
- Christophe Delmotte
- Jean Deloffre
- Ludovic Delporte
- Karim Demonceaux
- Yohan Demont
- René Dereuddre
- Jean Desgranges
- Eric Dewilder
- Momo Diamé
- Mounir Diane
- Alou Diarra
- Aruna Dindane
- Papa Bouba Diop
- Pape Diop
- El-Hadji Diouf
- Moncef Djebali
- Geoffrey Doumeng
- André Doye
- Anto Drobnjak
- Guillaume Ducatel
- Franck Dumas
- Philippe Durpes

## E
- Eduardo
- Yves Ehrlacher
- Martin Ekani
- Issam El Adoua
- Wagneau Eloi
- Emelson
- Armenach Erevanian
- Ernest Etchi

## F
- Eugeniusz Faber
- Rod Fanni
- Abdoulaye Faye
- Simon Feindouno
- Herve Flak
- Marc-Vivien Foé
- Raymond Francois
- Pierre-Alain Frau
- Esteban Fuertes
- Jean-Marc Furlan
- Alessandro Furtado

## G
- Frederic Gailard
- Patrice Garande
- Lazare Gianessi
- Nicolas Gillet
- Francis Gillot
- Kévin Goeman
- Nenad Grozdić
- Ryszard Grzegorczyk

## H
- Erich Habitzl
- Sébastien Hamel
- Adil Hermach
- Hilton
- Gaetan Huard
- Emmanuel Hutteau

## I
- Valerien Ismaël
- Charles Itandje

## J
- Daouda Jabi
- Reinhold Jackstell
- Issam Jemaa
- Joseph-Désiré Job
- Egon Johnsson
- Steven Joseph-Monrose
- Jussiê

## K
- Yazid Kaïssi
- Bonaventure Kalou
- Ahmed Kantari
- Hamdi Kasraoui
- Jimmy Kébé
- Seydou Keita
- Sidi Keita
- Seïd Khiter
- Charles Kokougan
- Fritz Kominek
- Geoffrey Kondogbia
- Herman Kouadio
- Nenad Kovacevic
- Ignace Kowalczyk
- Casimir Koza
- Richard Krawczyk
- Edouard Kula

## L
- Yoann Lachor
- Jonathan Lacourt
- Pierre Laigle
- Bernard Lama
- Nicolas Laspalles
- Fabien Laurenti
- Ronan Le Crom
- Georges Lech
- Pierre Lechantre
- Daniel Leclercq
- Roger Lemerre
- Jérémy Lempereur
- Jérôme Leroy
- Xerxes Louis

## M
- Henryk Maculewicz
- Niki Mäenpää
- Cyrille Magnier
- Lesly Malouda
- Kader Mangane
- Toifilou Maoulida
- Tony Marek
- Christophe Marichez
- Jonathan Martins
- Joachim Marx
- Youl Mawene
- Xavier Meride
- Frederic Meyrieu
- Dejan Milovanović
- Kévin Monnet-Paquet
- Olivier Monterrubio
- Daniel Moreira
- Joseph Moreira
- Juan Mujica

## N
- Ibrahima N'Diaye
- Pius N'Diefi
- Pascal Nouma
- Edmond Novicki
- Alex Nyarko

## O
- Roman Ogaza
- Franz Olejniczak
- Patrick Olsen
- François Omam-Biyik
- Abdelhakim Omrani
- Loïs Openda
- Wilson Oruma
- Pawel Orzechowski
- Ahmed Oudjani
- Majid Oulmers
- Marcel Ourdouillié
- Edmond Owczarczak

## P
- Jean-Claude Pagal
- Stéphane Pedron
- Jean-Francois Peron
- Luigi Pieroni
- José Pierre-Fanfan
- Philippe Piette
- Romain Pitau
- Victor Pițurcă
- Guillaume Plessis
- David Pollet
- Joël Prou

## Q
- Claude Query
- Franck Queudrue

## R
- Marco Ramos
- Venancio Ramos
- David Regis
- Loïc Rémy
- William Remy
- Hans Riegler
- Bruno Rodriguez
- Guillermo Rodríguez
- Cyril Rool
- Sébastien Roudet
- Nolan Roux
- Vedran Runje
- Sascha Rychkov

## S
- Robert Sab
- Julien Sablé
- Lamine Sakho
- Aboubacar Sankharé
- Pape Sarr
- Romain Sartre
- Martín Satriano
- Didier Senac
- Guy Senac
- Grégory Sertić
- Antoine Sibierski
- Eric Sikora
- Nsana Simon
- Nasko Sirakov
- Darnel Situ
- Didier Six
- Robbie Slater
- Blaz Slišković
- Vladimír Šmicer
- Ladislas Smid
- Rigobert Song
- José Souto
- Samba Sow
- Michel Stievenard
- Tudorel Stoica
- Julien Stopyra
- Théo Szkudlapski

## T
- Adel Taarabt
- Jean Taillandier
- Ryszard Tarasiewicz
- Jean-Pierre Tempet
- Benoît Thans
- Olivier Thomert
- Teitur Thórdarson
- Shalom Tikva
- Damian Tixier
- Miroslaw Tlokinski
- Julien Toudic
- Alassane Toure
- Georges Tournay
- Djimi Traoré

## U
- John Utaka

## V
- Tony Vairelles
- Raphaël Varane
- Philippe Vercruysse
- Dalibor Veselinović
- Grégory Vignal

## W
- Jean-Guy Wallemme
- Guillaume Warmuz
- Rohr Wieschaller
- Walter Winkler
- Maryan Wisnieski

## X
- Daniel Xuereb

## Y
- Alaeddine Yahia

## Z
- Kamil Zayatte
- Stéphane Ziani
- Nebojsa Zlatarić